# اندی هالز
اندی هالز (انگلیسی: Andy Halls؛ زادهٔ ۲۰ آوریل ۱۹۹۲) بازیکن فوتبال اهل بریتانیا است.
از باشگاه‌هایی که در آن بازی کرده‌است می‌توان به باشگاه فوتبال مکلسفیلد تاون و باشگاه فوتبال استوک‌پورت کانتی اشاره کرد.
وی همچنین در تیم ملی فوتبال England C بازی کرده‌است.